# Atletica leggera ai Giochi della XXX Olimpiade - 400 metri piani maschili

Video ufficiale della Finale

Ai Giochi della XXX Olimpiade, che si sono tenuti a Londra nel 2012, la competizione dei 400 metri piani maschili si è svolta dal 4 al 6 agosto presso lo Stadio Olimpico.

## Presenze ed assenze dei campioni in carica
Per i campionati europei si considera l'edizione del 2010.
| Competizione         | Atleta          | Prestazione | Londra 2012  |
| -------------------- | --------------- | ----------- | ------------ |
| Olimpiadi 2008       | LaShawn Merritt | 43” 75      | Presente     |
| Commonwealth 2010    | Mark Mutai      | 45” 44      | Non qual.    |
| Europei 2010         | Kévin Borlée    | 45” 08      | Presente     |
| Asiatici 2010        | Femi Ogunode    | 45” 32      | Squalificato |
| Panamericani 2011    | Nery Brenes     | 44” 65      | Assente      |
| Africani 2011        | Rabah Yousif    | 45” 27      | Assente      |
| Mondiali 2011        | Kirani James    | 44” 60      | Presente     |
|                      |                 |             |              |
| Mondiali junior 2008 | Marcus Boyd     | 45” 53      | Assente      |

## La gara
Nel 2011 ai Mondiali di Daegu, lo sconosciuto grenadiano Kirani James ha sorpreso tutti vincendo da junior la medaglia d'oro. A Londra è il protagonista più atteso della gara.
I maggiori rivali del campione mondiale sono gli statunitensi. Il campione olimpico uscente, LaShawn Merritt, viene da un infortunio al tendine d'Achille ma si presenta regolarmente ai blocchi di partenza. Tutti gli occhi dei presenti sono puntati sui protagonisti della stagione. Solo gli appassionati di statistiche hanno notato uno sconosciuto diciottenne, Luguelín Santos della Repubblica Dominicana, che in maggio ha corso in 44” 45.
Nella terza batteria del primo turno si registrano tre nuovi primati nazionali: Belgio (44” 43), Repubblica Ceca (44” 91) ed Israele (45” 91, che però non basta per la qualificazione). Nella sesta batteria LaShawn Merritt si ritira per il riacutizzarsi del dolore al tendine d'Achille.
In semifinale si qualificano solo atleti che hanno corso in meno di 45”. Il miglior tempo è 44” 48 del trinidegno Lalonde Gordon, al primato personale. Sorprendentemente, tra i finalisti non ci sono atleti statunitensi: cinque sono i caraibici (di differenti nazionalità), seguiti dai due fratelli Borlée (belgi) e dall'australiano Solomon.
Tra gli atleti allineati alla partenza della finale, Kirani James non è il più giovane: Luguelin Santos, che ha superato agevolmente i primi due turni, ha un anno e mezzo in meno di lui, essendo nato nel dicembre 1993.
Il bahamense Pinter scatta più veloce di tutti ed è primo ai cento metri (10” 9); nei secondi cento è sopravanzato da Kirani James (21” 3), che acquisisce un netto vantaggio ai 300 (32” 0 su Pinder 32” 3, Santos e Brown 32” 4). Il grenadiano incrementa la sua supremazia fino a vincere con mezzo secondo di vantaggio su Santos e Gordon, per un podio tutto caraibico.
Kirani James è il primo atleta non statunitense a correre i 400 metri in meno di 44 secondi. Si inserisce al nono posto nella graduatoria mondiale di tutti i tempi.

## Finale
| Pos.    | Corsia | Atleta           | Età | Paese             | Tempo | Note                                                       |
| ------- | ------ | ---------------- | --- | ----------------- | ----- | ---------------------------------------------------------- |
| Oro     | 5      | Kirani James     | 20  | Grenada           | 43"94 | Record nazionale · Miglior prestazione mondiale stagionale |
| Argento | 7      | Luguelín Santos  | 20  | Rep. Dominicana   | 44"46 |                                                            |
| Bronzo  | 4      | Lalonde Gordon   | 24  | Trinidad e Tobago | 44"52 | Miglior prestazione personale                              |
| 4       | 6      | Chris Brown      | 34  | Bahamas           | 44"79 |                                                            |
| 5       | 9      | Kévin Borlée     | 24  | Belgio            | 44"81 |                                                            |
| 6       | 2      | Jonathan Borlée  | 24  | Belgio            | 44"83 |                                                            |
| 7       | 8      | Demetrius Pinder | 23  | Bahamas           | 44"98 |                                                            |
| 8       | 3      | Steven Solomon   | 19  | Australia         | 45"14 |                                                            |

## L'eccellenza mondiale
| Primatista mondiale   | 43"18        | Michael Johnson | Rit. 2001 |
| Primatista stagionale | 44"12 (24/6) | LaShawn Merritt | Presente  |

1. ↑  Record stabilito nel 1999.
2. ↑  Alla data del 20 luglio 2012.